# 小牧市立小牧原小学校
小牧市立小牧原小学校（こまきしりつこまきはらしょうがっこう）は、愛知県小牧市にある市立の小学校である。

## 沿革
- 1976年（昭和51年）4月1日 - 開校

## 所在地
愛知県小牧市小牧原新田1125番地

## 周辺
- パワーズセンター小牧（小牧パワーズ）
- 国道155号
- 東名高速道路